# Val di Antrona

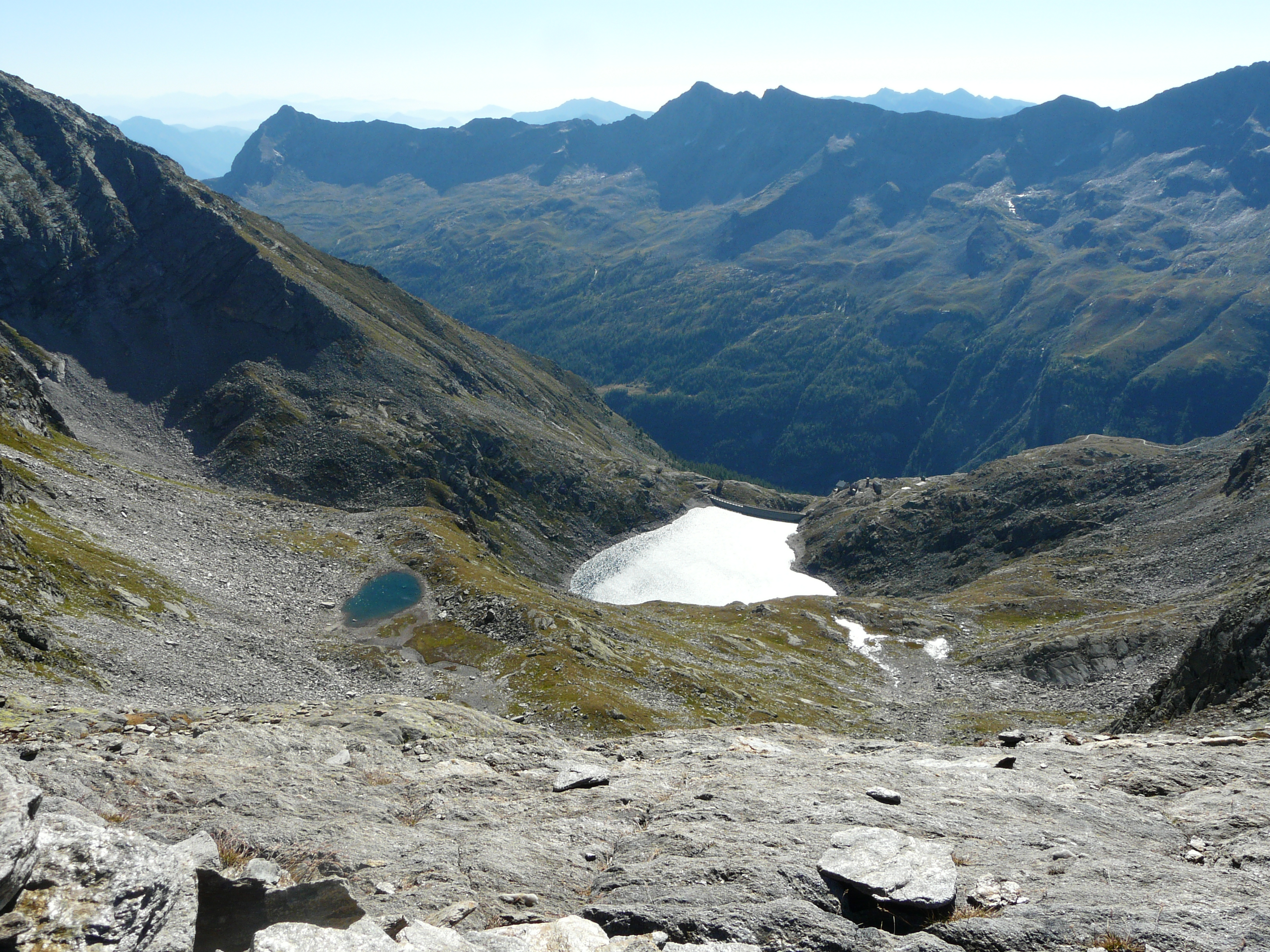
Widok z przełęczy Antronapass na jezioro Lago di Cingino

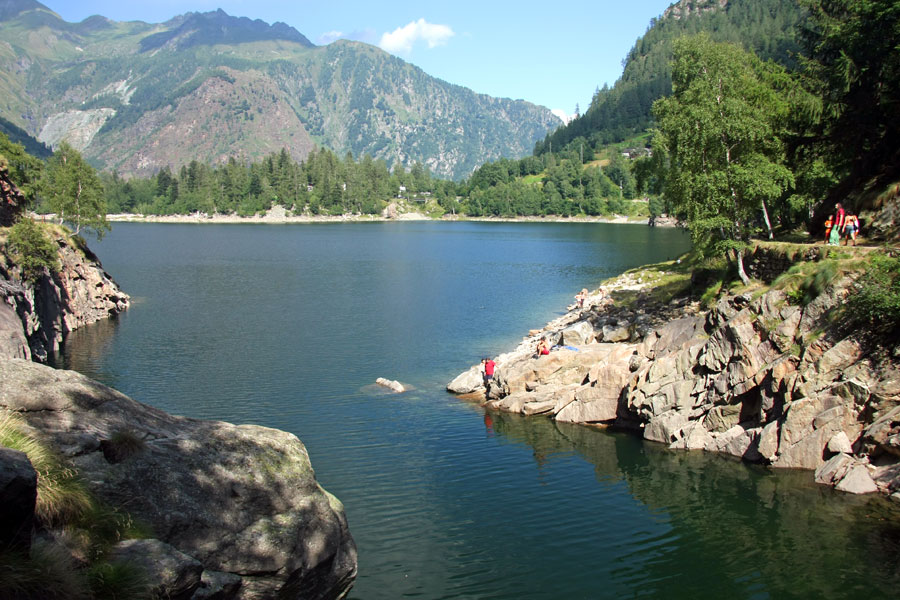
Lago di Antrona

Val di Antrona – dolina we Włoszech, w Alpach Pennińskich, w regionie Piemont. Jest boczną odnogą dużej doliny Val d'Ossola i odchodzi od niej w miejscowości Villadossola. Stąd dolina Val di Antrona prowadzi na zachód i dochodzi do masywu Andolla za którym znajdują się szwajcarskie doliny Saastal i Zwischbergental.
Na południe od doliny znajduje się boczny grzbiet masywu Andolla (odchodzący od Ofentalhorn – 3059 m) m.in. ze szczytami Punta Laugera (2995 m), Pizzo Lame (2792 m) i Pizzo San Martino (2733 m). Oddziela on dolinę Val di Antrona od doliny Valle Anzasca.
Od północy dolinę ogranicza kolejny boczny grzbiet masywu Andolla (odchodzący od szczytu Cima del Rosso – 2624 m) m.in. ze szczytami Monte della Preja (2322 m), Pizzo Montalto (2705 m) i Cima Camughera (2249 m). Oddziela on dolinę Val di Antrona od doliny Val Bognanco.
W miejscowości Antrona Schieranco od doliny Val di Antrona odchodzi na północ niewielka boczna dolina Val Loranco z jeziorem Lago Alpe del Cavalli. Dochodzi ona do szczytu Pizzo d'Andolla (3654 m). Główna dolina skręca natomiast na południowy zachód i dochodzi do szczytu Ofentalhorn. Znajdują się tu jeziora Lago di Antrona, Lago di Camposeccio, Lago di Campliccioli i Lago di Cingino.
Doliną płynie potok Ovesca wypływający z jeziora Lago di Antrona. Uchodzi on do rzeki Toce w miejscowości Villadossola.
W górnej części doliny znajduje się park przyrody Alta Valle Antrona.
Największą miejscowością jest Antrona Schieranco. Inne większe miejscowości to Viganella i Montescheno.